# Tsintaosaurus
 Tsintaosaurus  ist eine Gattung der Vogelbeckendinosaurier aus der Gruppe der Hadrosauridae, die während der Oberkreide (Campanium) in China lebte. Auffallend ist der Schädelaufsatz, der vermutlich, ähnlich wie bei Parasaurolophus, einen nach hinten gerichteten Kamm bildete.

## Merkmale
Tsintaosaurus erreichte eine Länge von rund 10 Metern. Wie bei allen Hadrosauriern war sein Kopf durch eine entenartig verbreiterte und abgeflachte Schnauze geprägt, in der Reihen von Zähnen für ein gutes Zerkleinern der Pflanzennahrung sorgten. Er bewegte sich wohl vorwiegend auf allen vieren fort, konnte sich aber auch auf zwei Beine aufrichten.
Das größte Rätsel stellt die Kopfform dar. Tsintaosaurus wird zur Gruppe der Lambeosaurinae gerechnet, deren Köpfe durch röhren- oder kammförmige Strukturen charakterisiert war. Die übliche Darstellung zeigt Tsintaosaurus mit einem einhornartigen Kamm, der über den Augen nach oben ragte. Später vermutete man, dass dieses Horn waagrecht an der Schädeloberseite lag, danach wurde aber ein weiteres Exemplar mit dem nach oben ragenden Horn gefunden. Das genaue Aussehen des auffälligen Schädelkamms von Tsintaosaurus war umstritten, zudem wurde die Möglichkeit eines vom Horn zum Schnabel verlaufenden Hautlappens diskutiert.

Eine Rekonstruktion aus dem Jahr 2013 ergab, dass der einhornartige Kamm nur der hintere Teil eines größeren Schädelkamms war, der von der Schnauzenspitze ausging und sich aus Fortsätzen des Zwischenkieferbeins und des Nasenbeins bildete. Dieser Kamm war nach oben gerichtet und leicht nach hinten gebogen.

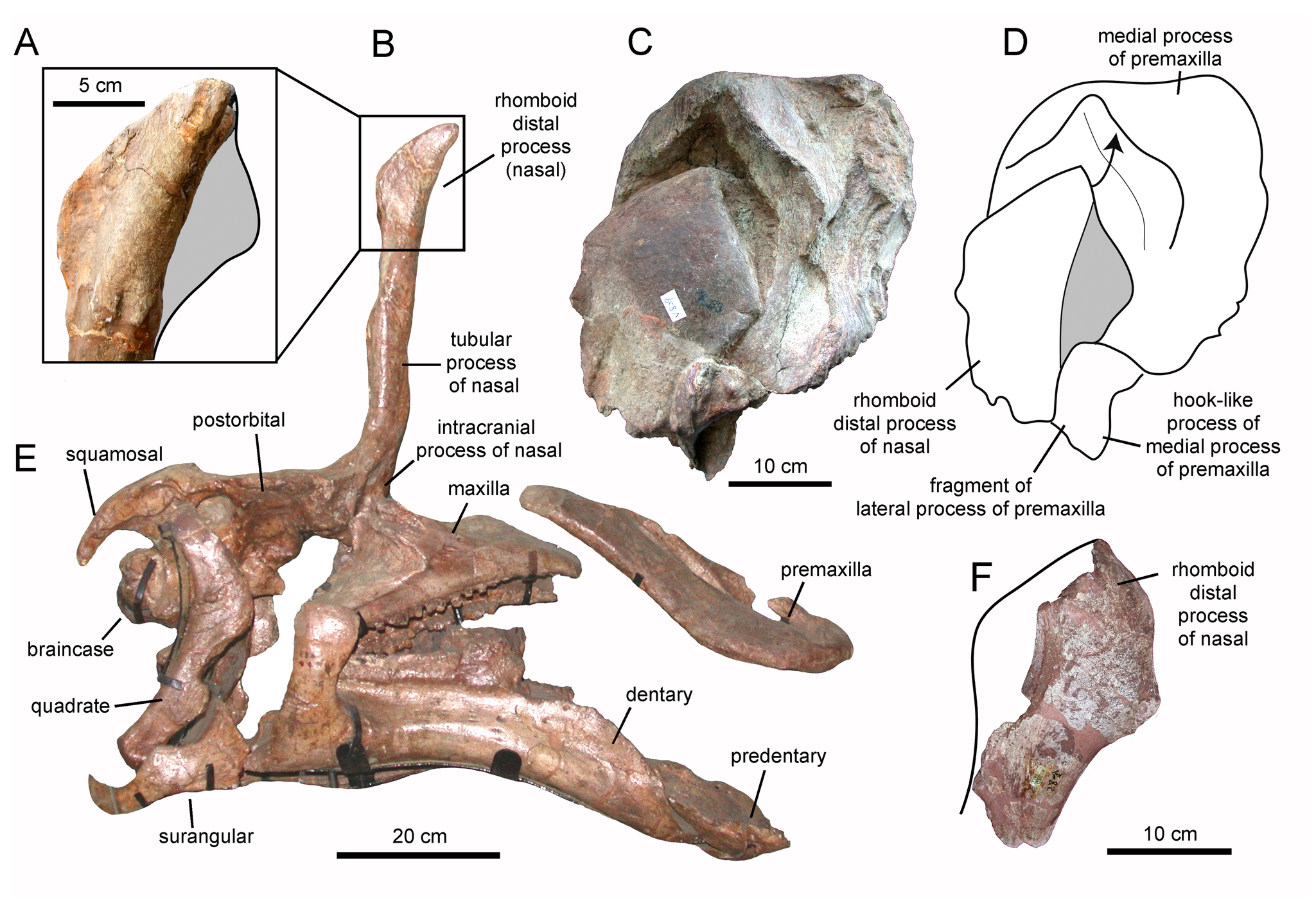
Fossilfund mit vertikalem Horn, was vermutlich durch eine Deformation des Fossils begründet ist.
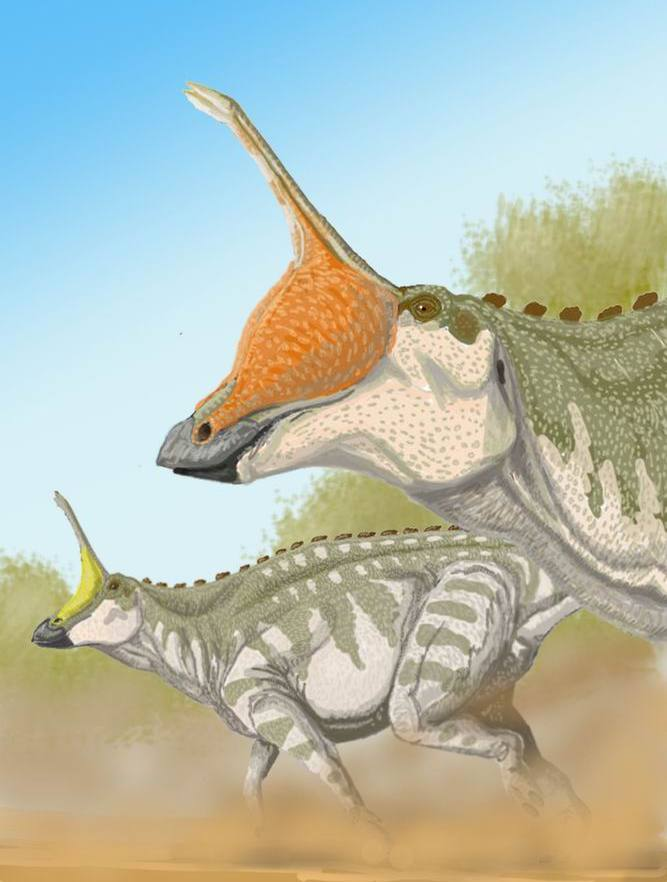
Veraltete zeichnerische Lebendrekonstruktion mit nach oben gerichtetem Kamm.
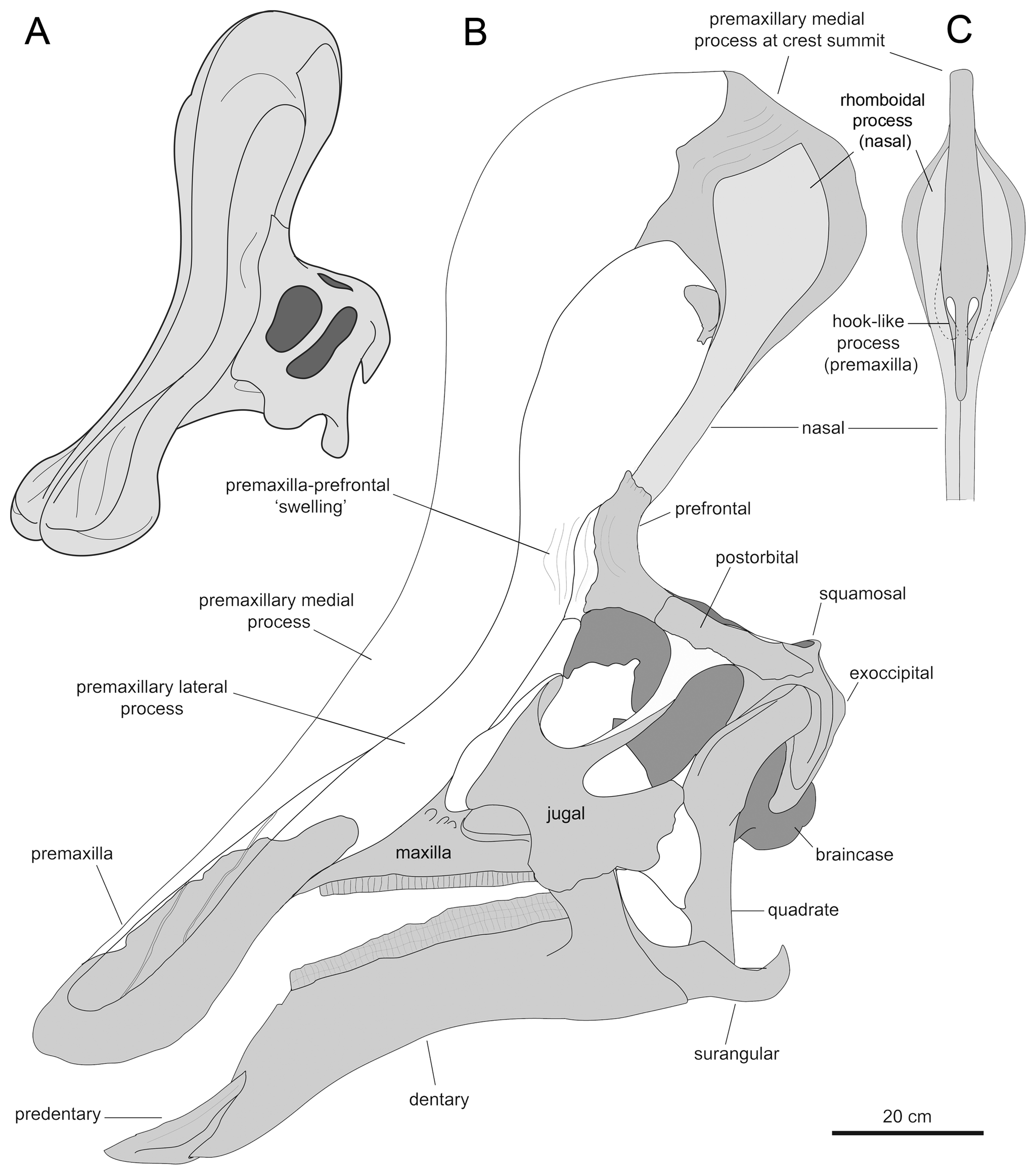
Moderne Interpretation des Schädelaufbaus.

## Entdeckung und Systematik

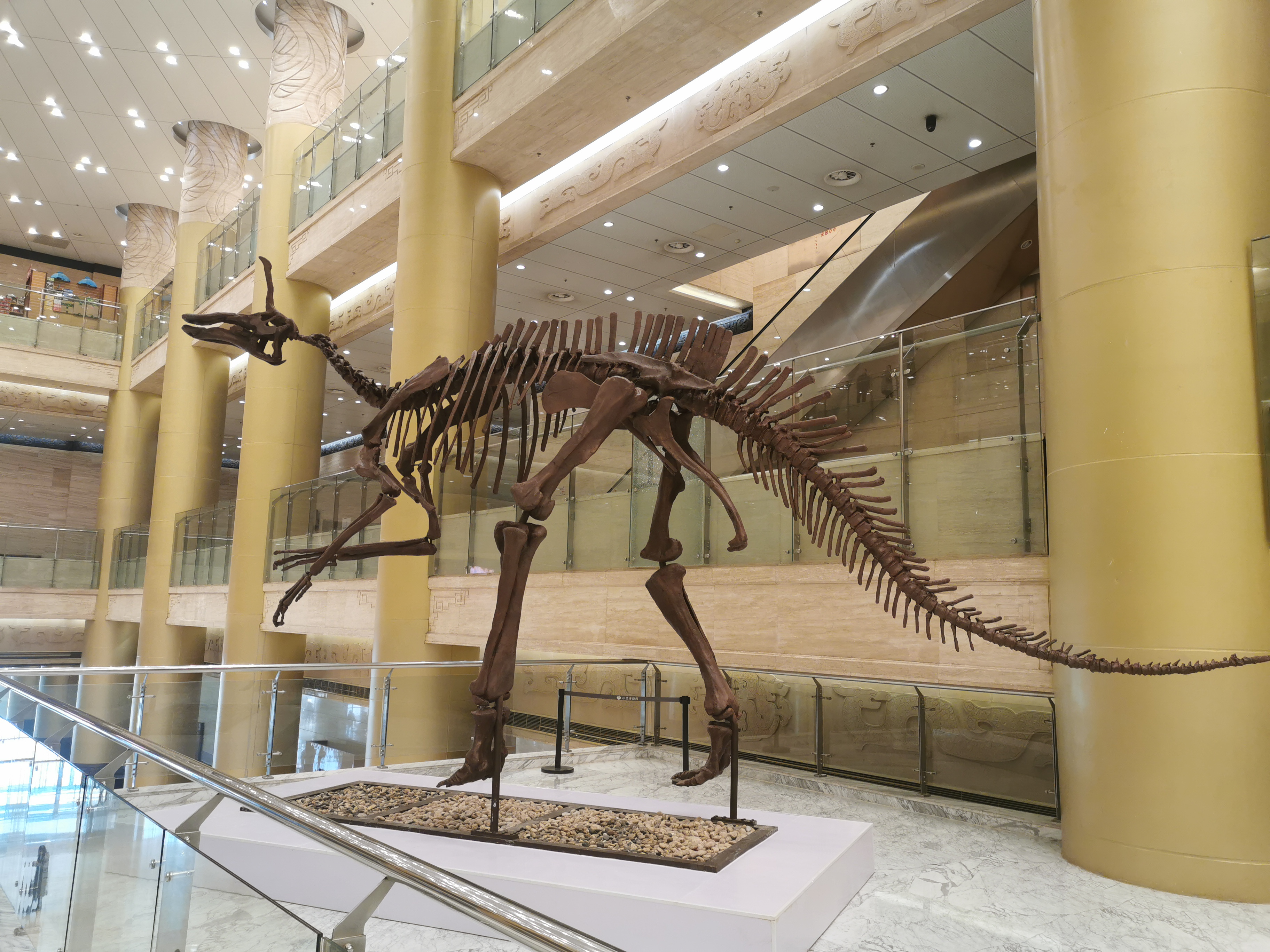
Tsintaosaurus im Shandong Museum

Die ersten Fossilien wurden 1958 vom chinesischen Paläontologen Yang Zhongjian (auch bekannt als C. C. Young) beschrieben. Die Gattung ist nach der chinesischen Stadt Qingdao (früher Tsingtao) benannt, in deren Nähe die ersten Exemplare gefunden wurden. Das Artepitheton spinorhinus („Stachelnase“) spielt auf die mutmaßliche Schädelform an. Weitere Arten wurden beschrieben, stellen aber vermutlich nur Synonyme von T. spinorhinus dar.